# Рекламна мрежа
Онлайн рекламна мрежа е компания, която свързва рекламодатели до уеб сайт, който и да „приюти“ реклами. Ключовата функция на рекламната мрежа е събирането на предоставеното рекламно пространство от издателите и съпоставянето му с изискванията на издателя. Думите „рекламна мрежа“ сами по себе си означават неутрална медия в смисъл, че може може да има „Телевизионна рекламна мрежа“ или „Печатна рекламна медия“, но все по-често се използва значението „онлайн рекламна мрежа“, тъй като ефекта от събраното рекламно пространство на издателите и продажбата му на рекламодатели е най-често срещано в онлайн пространството.

## Общ преглед
Пазарът на рекламните мрежи е голям и непрестанно растящ, като 20-те топ компании печелят близо 2 милиарда долара годишен доход през 2007 г. Това представлява около 13% от целия представен рекламен пазар, прогнозиран да нарасне до 18 % до 2010 г. В резултат на този растеж се появяват много нови играчи на пазара и окуражава придобиването на рекламни мрежи от големи компании, които навлизат на пазара.

Рекламните мрежи се занимават предимно с продажбата на пространство за онлайн реклами. Този онлайн рекламен инвентар идва в много различни форми, включително и пространство на уеб сайт, RSS поддръжки, блогове, IM приложения, рекламно поддържан софтуер (адуер), имейли и други източници. Доминиращата форма на инвентаризация остават сайтовете на третата страна, които работят с рекламни мрежи на хонорар или за част от рекламния приход.

Рекламодателят може да закупи поредица рекламен пакет или поредица в категорията пакети в самата мрежа. Рекламната мрежа обслужва рекламите от своя рекламен сървър, който отговаря на сайт веднага щом е отворена страница. Част от кода е повикан от рекламен сървър, който олицетворява рекламния банер.

Големите издатели често продават само своя частичен инвентар чрез рекламните мрежи. Типичните номера варират от 10% до 60% от общия инвентар, който бива частичен и продаден чрез рекламните мрежи.

Малките издатели честно продават целият си инвентар чрез рекламните мрежи. Един вид мрежа, известна като сляпа мрежа е такава, при която рекламодателите поставят реклама, но не знаят точните места, на които са поставени техните реклами.
В повечето случаи рекламните мрежи доставят своето съдържание чрез използването на централен рекламен сървър.
Големите рекламни мрежи включват смесица от търсачки (търсачка), медийни компании и търговци на технологии.

## Видове рекламни мрежи
Има 3 основни вида рекламни мрежи
1.  Вертикални мрежи: Те представляват публикациите на тяхното портфолио, с пълна прозрачност към рекламодателя относно къде ще бъдат излъчени рекламите му (реклама). Те рекламират високо качествен трафик на пазарни цени и са силно използвани от марковите пазари. Икономическият модел е основно приходен дял. Вертикалните мрежи предлагат ROS (run-off-site) рекламиране през определени канали (пример:Auto или Travel) или предлагат рекламни опции за разумни сайтове, като в този случай те действат подобно на фирмите за Издателско представяне
2. Слепи мрежи: Тези компании предлагат добри цени на директни купувачи, като в замяна купувачите отстъпват контрола върху това къде ще бъдат излъчени рекламите им, макар че някои мрежи предлагат метода „напускане на сайта“. Мрежата обикновено провежда кампании като RON (Run-Off-Network или букв. „избягайте от мрежата“). Слепите мрежи постигат своята ниска цена чрез големи покупки на типичен частичен инвентар комбиниран с конверсна оптимизация и рекламна целева технологи
3. Целеви мрежи: Понякога наричани „следващо поколение“ или „2.0“ рекламни мрежи, те се фокусират на спицифични целеви технологии, като например поведенчески или контекстни. Целевите мрежи специализират в употребата на консуматорска clickstream информация, за да повишат стойността на инвентара, който закупуват. Освен това, специализираните целеви мрежи включват социални графични технологии, които се опитват да повишат стойността на инвентара, използвайки връзките в социалните мрежи.

Има два вида рекламни мрежи: първо-свързани мрежи и второ-свързани мрежи. Първо-свързаните мрежи имат голям брой от собствени рекламодотели и издатели, имат висококачествен трафик и предоставят реклами и трафик на второ-свързаните мрежи. Премери за първо-свързани мрежи са големите търсачки(търсачка). Второ-свързаните мрежи може и да имат свои рекламодатели и издатели, но основния им източник на доходи идва от обединяването на реклами от техните рекламни мрежи.
Често срещано е уебсайтовете да бъдат категоризирани като свързвачи, но те могат да бъдат и подвеждащи. Докато Гугъл е водещ сред рекламните мрежи, други мрежи, които могат да бъдат назовани като свързвачи 2, всъщност доминират върху рекламните мрежи свързвачи 1 относно достигнатия брой клиенти.